# Willem Duyn
Wilhelmus Jacobus (Willem) Duijn, geschreven als Duyn (Haarlem, 31 maart 1937 – Emmen, 4 december 2004), was een Nederlandse zanger die furore maakte als Big Mouth van het duo Mouth & MacNeal. Hij viel op door zijn stevige bouw, bril en forse beharing (lang hoofdhaar, snor en baard).

## Biografie

### Vroege periode
Duyn begon zijn carrière als drummer bij Het Holland-Quartet begin jaren zestig. Hij drumt op hun single Ciao amore (1962). Later in de jaren zestig was Duyn onder meer zanger bij The Whiskers en maakte hij deel uit van de tweede bezetting van de Jay-Jays, met Cees Kranenburg (drums), Jan Vennik (sax), Rudi Contini (gitaar), Joop Oonk (bas) en Hans Jansen (orgel). Daarna maakte hij een lp en een single met Les Etoiles. Duyn was daarna ook diskjockey in een discotheek in Den Helder.

### Mouth & MacNeal
In 1971 vormde de voormalige constructiebankwerker een popduo met Maggie MacNeal. In 1972 hadden zij een internationale hit met het door producer Hans van Hemert geschreven How do you do. De single haalde in de zomer van 1972 de top 10 van de Billboard Hot 100. In 1974 vertegenwoordigden ze Nederland op het Eurovisiesongfestival met I see a star, waarmee ze derde werden. In eigen land hadden ze er ook succes mee en stonden ze veertien weken in zowel de Nederlandse Top 40 als de Nationale Hitparade.

### Solocarrière
In datzelfde jaar werd het duo ontbonden en trad Duyn verder op met Little Eve, met wie hij ook trouwde. In 1977 zong hij mee als tweede stem in de hit van Ronnie and the Big Bear, The Big Bear Bump, die hij ook zelf geschreven had. Vanaf 1978 trad hij solo op als Big Mouth, later onder zijn eigen naam. In 1979 scoorde hij een hit met het autobiografische Willem, een cover van Frankie Millers Darling. In 1980 was hij een van de artiesten van Het grote sprookjeslied, een voortijdig beëindigd albumconcept. Willem kreeg in 1982 een vervolg met het eveneens autobiografische Wat een rare man, een bewerking van San Pedro's children van Demis Roussos (een compositie van Jim Peterik, oprichter en zanger van Survivor). In 1983 volgde Ik neem de eerste trein naar Zandvoort, een cover van Udo Lindenbergs Sonderzug nach Pankow dat zelf een bewerking is van Chattanooga choo choo. 
Duyn nam in 1992 tijdelijk de plaats in van Bennie Jolink, zanger van Normaal, toen die zwaargewond was geraakt bij een auto-ongeluk. In september van dat jaar had hij met Normaal nog een bescheiden hit met Woenderbar, ook een cover, dit keer van Tenpole Tudors Wunderbar. Hoewel Duyn nog vele (solo)singles uitbracht, haalde hij nooit meer het succes dat hij boekte met Mouth & MacNeal.
In 2001 trad Duyn voor de laatste keer live op televisie op. In het programma Het gevoel van... (uitzending jaar 1979), gepresenteerd door Marjolein Keuning, zong hij het liedje Willem.
Hij werkte als stemacteur mee aan verschillende producties. Hij was te horen in de Nederlandse hoorspelversie van War of the Worlds van Jeff Wayne uit 1978, hij was koning Lowietje in de Nederlandse versie van Jungle Boek, de Nederlandse stem van Desoto in de Disney-tekenfilm Oliver & Co. en Kruimel Tuimel de Blikvanger in Pompy de Robodoll uit 1987.

### Privéleven
Duyn is twee keer getrouwd geweest en had zes kinderen. Hij woonde jarenlang in Almelo en Wierden, en later in het Drentse plaatsje Roswinkel. Hij kreeg in 2004 op 67-jarige leeftijd thuis een hartstilstand en overleed onderweg naar een ziekenhuis.

## Publicatie
Op 21 maart 2012 verscheen over Mouth & MacNeal de biografie Duo tegen wil en dank, geschreven door de voormalige fanclubvoorzitter Roel Smit.